# Église Saint-Gilles de L'Île-Bouchard
L'église Saint-Gilles de L'Île-Bouchard est située à l'Île-Bouchard, en Indre-et-Loire. Elle date du XIe siècle et a été remaniée aux XVe siècle et XIXe siècle.

## Description
L'édifice, de style roman est un ancien prieuré du XIe siècle. De cette époque, il ne subsiste que le côté Nord et son portail. La façade et son portail, la nef et le clocher datent du XIIe siècle. Le chœur gothique possède trois vaisseaux et un chevet plat ; il fut reconstruit au XVe siècle grâce aux dons de Charles VII.
Les voûtes et les toitures de briques ont été refaites au XIXe siècle. Une des trois cloches est classée monument historique. Le vitrail de Jean-Prosper Florence date de 1801 et s'intitule La bonne mort de Saint Joseph,.
L'église est classée au titre des monuments historiques en 1908.

## Les apparitions mariales
Du 8 au 14 décembre 1947, quatre fillettes, Jacqueline Aubry (12 ans) et sa sœur Jeanne Aubry (7 ans), leur cousine Nicole Robin (10 ans) et leur petite voisine Laura Croizon (8 ans),, disent y avoir vu la Sainte Vierge, accompagnée d'un ange. Elles ont pu embrasser la Vierge et celle-ci leur a demandé de prier pour la France et de fabriquer une grotte qui deviendra par la suite le sanctuaire de Notre-Dame-de-la-Prière.
Les nombreux témoins (il y avait peut-être 2 000 personnes dans l'église le dimanche 14 décembre) ont été frappés par certains détails (comme le fait que les petites filles embrassaient toutes le même point de l'espace ou encore que Jacqueline soulevait sa sœur et ses amies sans difficulté alors que cela lui était difficile d'ordinaire) et ont tous pu voir un rayon de Soleil particulièrement brillant lorsque la Vierge a disparu. La petite Jacqueline Aubry est guérie en vingt-quatre heures de sa myopie, de son strabisme et de sa conjonctivite purulente. C'est la seule guérison inexpliquée qui a lieu à la suite de ces apparitions.
Les pèlerinages et le culte public ont été autorisés par André Vingt-Trois, alors archevêque de Tours, le 8 décembre 2001. Un pèlerinage des familles y a lieu tous les ans depuis 1985.

## Galerie

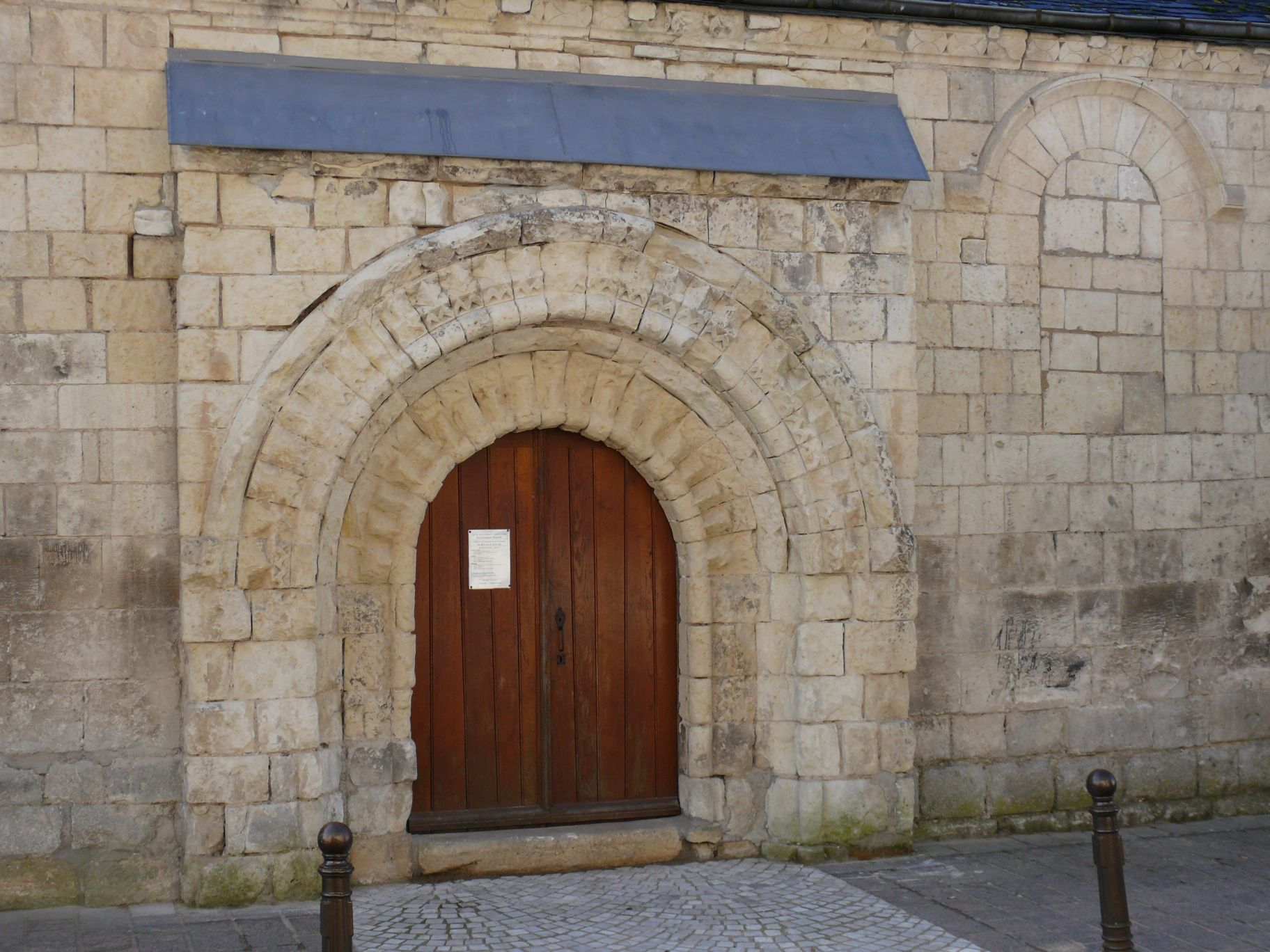
Le portail Nord.
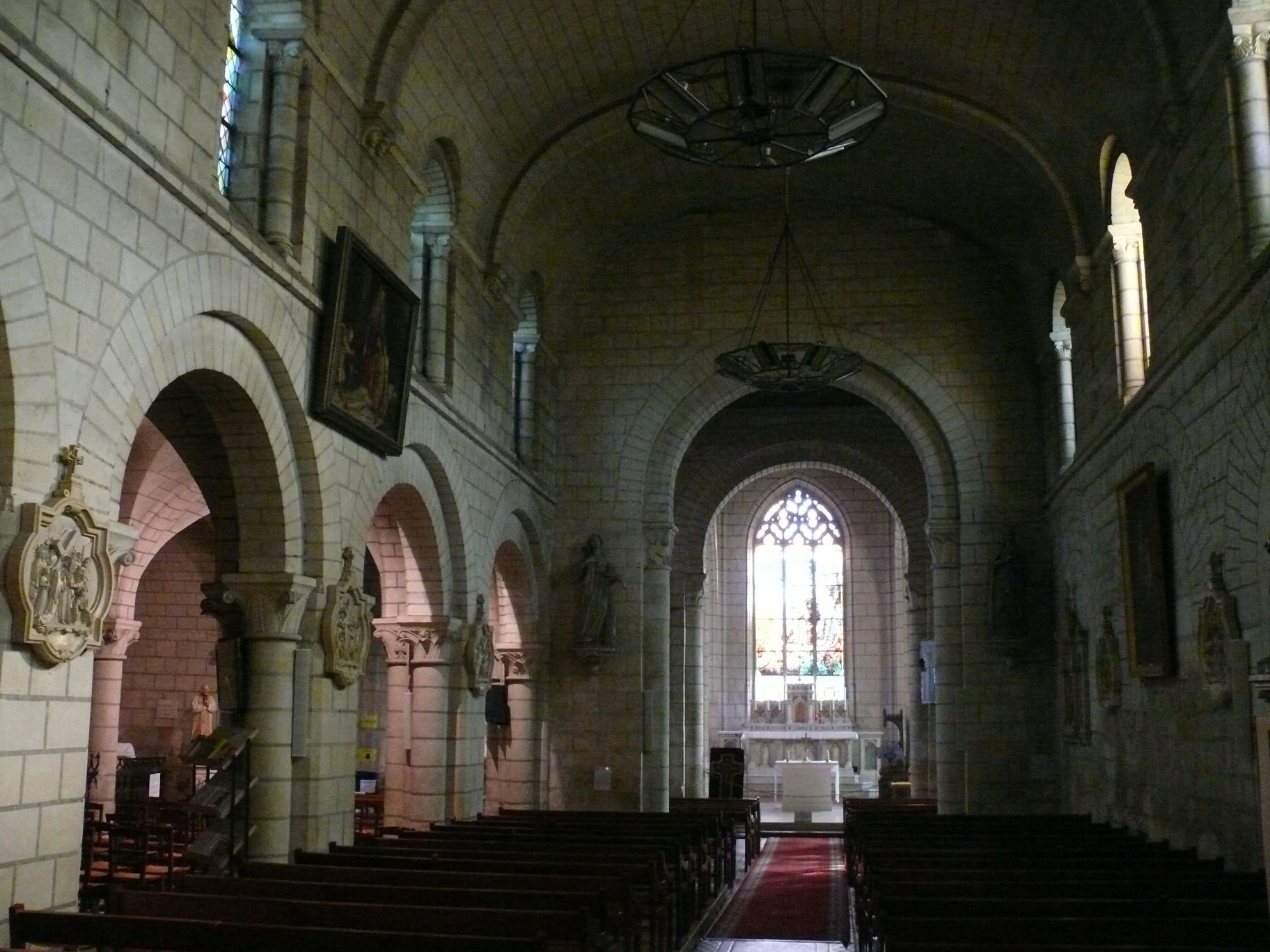
La nef.
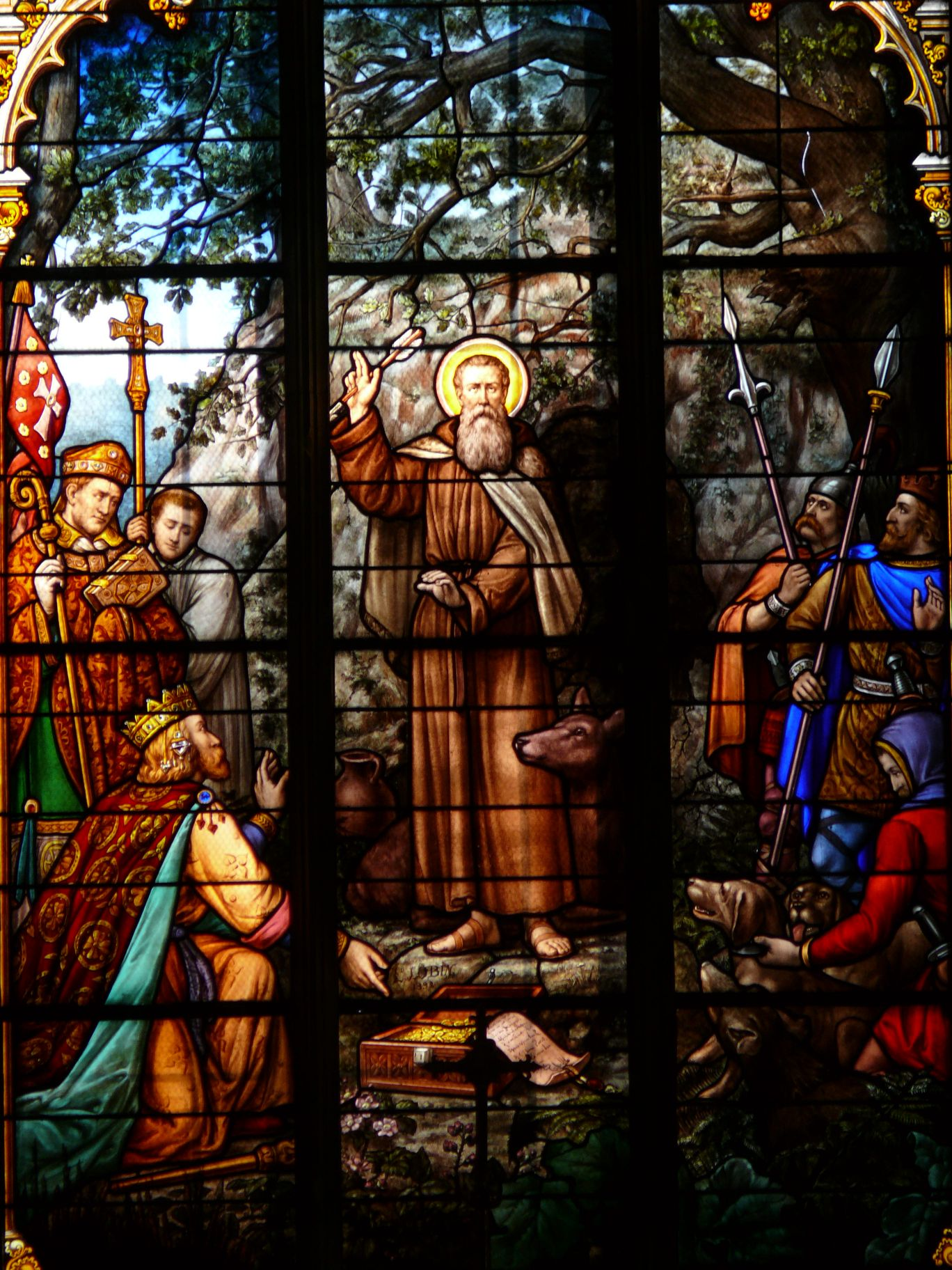
Vitrail représentant saint Gilles.
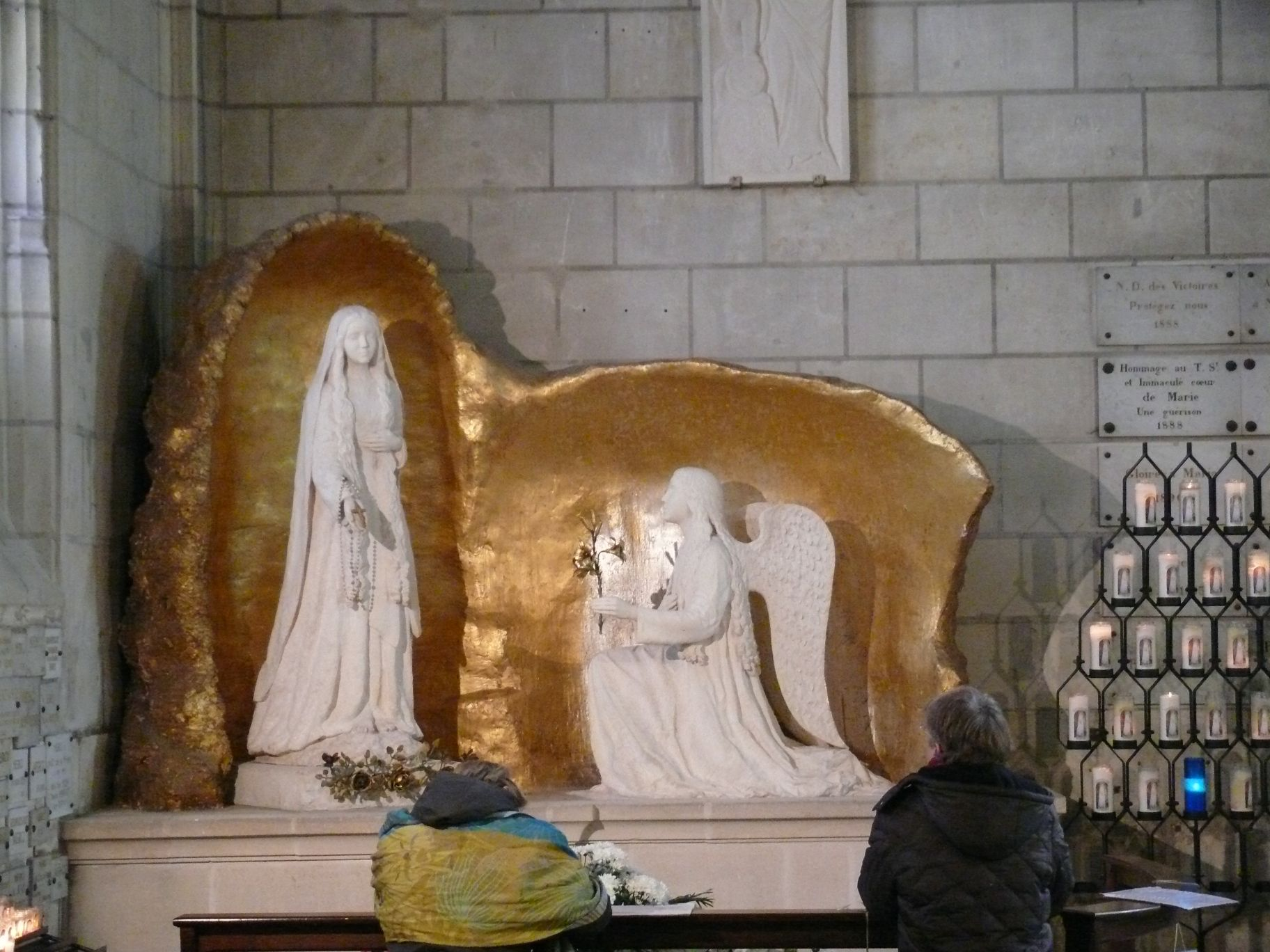
Le sanctuaire de Notre-Dame-de-la-Prière.